# René Roque
René André Roque (Alès, 15 ottobre 1941 – Nîmes, 11 luglio 2006) è stato un pugile francese, campione europeo dei pesi superleggeri e avversario di Sandro Lopopolo e Bruno Arcari.

## Biografia
Esordisce nel pugilato professionista, ad Aosta nel 1963, perdendo ai punti da Adriano Piccinelli. 
Il 13 dicembre 1965, a Milano cede ai punti al futuro campione europeo e mondiale dei pesi leggeri, Pedro Carrasco. Conquista la cintura francese dei pesi leggeri, battendo nella sua Lione Jacques Kancellary, ai punti in quindici riprese. Dopo una sconfitta con il campione scozzese Ken Buchanan, sul ring ostile di Aberavon, batte a Lione l'italiano Bruno Melissano, sempre ai punti.
Successivamente, nel 1968, Roque perde dallo spagnolo Kid Tano, a Las Palmas, il match eliminatorio per il titolo europeo dei pesi superleggeri. L'11 marzo dello stesso anno strappa un pari a Parigi con l'australiano Johnny Famechon, campione del Commonwealth britannico dei pesi piuma, che combatte per la prima volta all'estero. Grazie a un altro pari con Maurice Tavant, mantiene il titolo francese dei leggeri, il 17 maggio, a Villeurbanne. 
Il 16 dicembre 1968, a Parigi, Roque difende vittoriosamente il titolo nazionale dei leggeri dall'assalto di Leonard Tavarez, ai punti. Il 31 marzo 1969 conquista anche la cintura francese dei superleggeri, battendo ai punti Roger Zami.
Il 22 aprile 1970, a Montecatini, incontra l'ex campione del mondo Sandro Lopopolo per l'attribuzione del titolo europeo dei superleggeri, lasciato vacante da Bruno Arcari. Contrariamente a ogni pronostico, Roque batte ai punti il milanese e conquista la cintura continentale.
Dopo aver battuto, a Grenoble, Massimo Consolati, il 10 luglio 1970, a Lignano Sabbiadoro, incrocia I pugni con Bruno Arcari con in palio il titolo mondiale WBC dei superleggeri. Ferisce due volte con una testata il campione del mondo, alla seconda e alla quinta ripresa. All'inizio della sesta, l'italiano è una maschera di sangue e il medico ne dichiara l'impossibilità a proseguire. L'arbitro si pronuncia per la volontarietà della seconda testata e attribuisce la vittoria al pugile di Atina per squalifica alla sesta ripresa, nonostante le proteste dell'angolo del francese. È l'unica sconfitta prima del limite subita da René Roque, in tutta la sua carriera.
Difende quattro volte il titolo europeo, conservando la cintura. Pareggia con il danese Børge Krogh sul ring ostile di Valby, un sobborgo di Copenaghen. Batte nuovamente ai punti, a Lione, il connazionale Roger Zami e l'italiano Romano Fanali. Pareggia a Vienna contro il turco residente in Austria Cemal Kamaci.
Il 21 maggio 1971, al Palacio de los Deportes di Madrid, Roque incontra Pedro Carrasco che aveva appena rinunciato al titolo continentale dei leggeri. Perde ai punti in 15 round, cedendo allo spagnolo la cintura europea. 
Combatte per l'ultima volta il 17 giugno 1972, per il titolo di campione di Francia dei superleggeri ma perde ai punti dal connazionale Baldassare Picone. Poi si ritira dall'attività agonistica.